# Spiritual Unity
Spiritual Unity ist ein Musikalbum des US-amerikanischen Jazzsaxophonisten Albert Ayler, das er gemeinsam mit dem US-amerikanischen Jazzbassisten Gary Peacock und dem US-amerikanischen Schlagzeuger Sunny Murray als Albert Ayler Trio eingespielt hat. Es wurde für das ESP-Disk Label aufgenommen und war ein Schlüsselwerk des Free Jazz, das Ayler internationale Aufmerksamkeit brachte, da es so „schockierend anders“ war. Das 1964 aufgenommenen und 1965 veröffentlichte Album hat in seiner Ursprungsversion insgesamt vier Titel, darunter zwei Versionen von Aylers bekanntester Komposition Ghosts.

## Das Album
Die Aufnahme-Session, die zu Spiritual Unity führte, war ESP-Disks erste Aufnahme im Bereich Jazz. Sie fand am 10. Juli 1964 im Variety Arts Recording Studio, in der Nähe des Times Squares in New York City und nicht ganz professionellen Bedingungen statt. Die Session begann nach 13 Uhr am Nachmittag. Folgt man der Beschreibung des Plattenlabels „flüchtete der Toningenieur während der Session für einige Zeit aus dem Kontrollraum, kehrte aber rechtzeitig zurück, um das Band für die nächste Aufnahme zu wechseln.“ Und obwohl der Inhaber des ESP-Disk Labels, Bernard Stollman, eine Stereo-Aufnahme haben wollte, erhielt er nur eine Mono-Aufnahme, diese aber bestens aufgenommen und abgemischt. Die Musiker wurden gleich nach der Sitzung in einem nahe gelegenen Café bezahlt und unterzeichneten die Aufnahme-Vereinbarungen.

### Der Produktionsstab
- Künstlerische Gestaltung – Jay Dillon
- Design – Jordan Matthews
- Illustration – Howard Bernstein
- Produzent – Bernard Stollman

## Die Titelliste
Alle Kompositionen stammen von Albert Ayler.
1. Ghosts: First Variation – 5:12
2. The Wizard – 7:20
3. Spirits – 6:46
4. Ghosts: Second Variation – 10:01

Katalognummer: ESP-Disk – ESPS 1002

## Die Rezeption
Der Musikkritiker Ekkehard Jost schrieb, dass „Aylers Negation fester Tonlagen ein Pendant findet in Peacocks und Murrays Negation des Taktes. In keiner Jazzformation dieser Zeit ist so wenig von einem konstanten Rhythmus zu hören […] Die absolute rhythmische Freiheit führt häufig zu drei unabhängigen rhythmischen Ebenen.“ Die Aufrechterhaltung dieser Qualitäten erfordert eine starke Interaktion der Gruppe. Ayler selbst sagte von dem Album: „Wir haben nicht gespielt, wir haben uns gegenseitig zugehört“. Brian Morton und Richard Cook sagen zum Album: „Kurz wie es ist, bleibt es ein Musikalbum von unstillbarer Kraft und Autorität, aber es gibt auch Komik unter der Oberfläche und eine Menschlichkeit, die selten gewürdigt wird.“ The Penguin Guide to Jazz nahm das Album in die „Core Collection“ auf und verlieh ihm eine „Krone“. Steve Huey vergab für Allmusic die Höchstwertung und meint: „Ein musikalischer Meilenstein, der wesentlich ist für ein grundlegendes Verständnis des Free Jazz.“ Auch The Rolling Stone Jazz Record Guide vergab 5 von 5 Sternen.
Die Fachzeitschrift Jazzwise führt Spiritual Unity auf Platz 16 der 100 Jazz Albums That Shook the World.
In der Aufstellung der 100 besten Jazz-Alben aller Zeiten der deutschsprachigen Ausgabe des Rolling Stone erreichte es Platz 81.
Pitchfork wählte Spiritual Unity auf Platz 30 der 200 besten Alben der 1960er Jahre.